# Campeonato Europeu de Futebol Sub-21 de 2007
O Campeonato Europeu de Futebol Sub-21 de 2007 foi realizado de 10 de junho de 2007 a 23 de junho de 2007. Foi o décimo sexto Campeonato Europeu de Futebol Sub-21 organizado pela UEFA.
O país-sede foi escolhido em 15 de dezembro de 2005, os Países Baixos. Inglaterra, Itália, Portugal, Turquia e Suécia também se candidataram. Dos 52 países membros da UEFA, apenas as Ilhas Faroe não competiram nas eliminatórias para o torneio. As 50 nações restantes tentaram conseguir uma das 7 vagas restantes.
Esta foi a primeira vez que os jogos finais da competição se realizou num ano de número ímpar. A UEFA tomou esta decisão com a vontade de dar mais visibilidade ao torneio.
O torneio também serviu como a qualificação para o torneio dos Jogos Olímpicos, com um lugar para os 4 semi-finalistas do torneio. Com o caso da Inglaterra atingindo as meias-finais, um quinto lugar play-off era necessário.
Neste competição, um novo recorde da UEFA foi estabelecido. No jogo da semi-final entre os Países Baixos e Inglaterra, que terminou em 1-1, foram necessárias 32 grandes penalidades para que o jogo ficasse decidido. Os Países Baixos ganharam 13-12.

## Qualificação
A fase de qualificação desta edição foi diferente das anteriores. Numa primeira fase preliminar dessasseis selecções disputaram um primeiro play-off. Seguiu-se uma fase de grupos, catorze. Cada um dos vencedores apurou-se para uma terceira fase, um play-off final de onde saíram as 7 apuradas para a fase final do torneio, às quais se juntou a Seleção Neerlandesa de Futebol.

## Torneio final

### Sorteio
O sorteio para a fase final teve lugar em Arnhem, a 24 de novembro de 2006.

### Cidades e estádios
| Cidade     | Estádio             | Capacidade |
| ---------- | ------------------- | ---------- |
| Arnhem     | GelreDome           | 30,000     |
| Heerenveen | Abe Lenstra Stadion | 28,000     |
| Groninga   | Euroborg            | 20,000     |
| Nijmegen   | De Goffert          | 13,000     |

## Fase de grupos
|  | Equipes classificadas à fase final e ao Jogos Olímpicos |
|  | Equipes disputam uma vaga nos Jogos Olímpicos           |
|  | Equipes eliminadas                                      |

### Grupo A
| Pos | Seleção       | Pts | J | V | E | D | GP | GC | SG |
| --- | ------------- | --- | - | - | - | - | -- | -- | -- |
| 1   | Países Baixos | 7   | 3 | 2 | 1 | 0 | 5  | 3  | +2 |
| 2   | Bélgica       | 5   | 3 | 1 | 2 | 0 | 3  | 2  | +1 |
| 3   | Portugal      | 4   | 3 | 1 | 1 | 1 | 5  | 2  | +3 |
| 4   | Israel        | 0   | 3 | 0 | 0 | 3 | 0  | 6  | −6 |

| 10 de junho de 2007 18:15 CEST | Países Baixos | 1 – 0     | Israel | Abe Lenstra Stadion, Heerenveen        |
|                                | Maduro 10'    | Relatório |        | Público: 22,013 Árbitro: Damir Skomina |

| 10 de junho de 2007 20:45 CEST | Portugal | 0 – 0     | Bélgica | Euroborg, Groninga                   |
|                                |          | Relatório |         | Público: 7,197 Árbitro: Robert Małek |

| 13 de junho de 2007 18:15 CEST | Israel | 0 – 1     | Bélgica      | Abe Lenstra Stadion, Heerenveen       |
|                                |        | Relatório | Mirallas 82' | Público: 5,239 Árbitro: Craig Thomson |

| 13 de junho de 2007 20:45 CEST | Países Baixos                  | 2 – 1     | Portugal   | Euroborg, Groninga                    |
|                                | Babel 33' (g.p.) · Rigters 75' | Relatório | Veloso 77' | Público: 19,498 Árbitro: Knut Kircher |

| 16 de junho de 2007 20:45 CEST | Países Baixos             | 2 – 2     | Bélgica                     | Abe Lenstra Stadion, Heerenveen          |
|                                | Rigters 13' · Drenthe 37' | Relatório | Mirallas 9' · Pocognoli 70' | Público: 24,099 Árbitro: Stéphane Lannoy |

| 16 de junho de 2007 20:45 CEST | Israel | 0 – 4     | Portugal                                           | Euroborg, Groninga                   |
|                                |        | Relatório | Fernandes 37' · Vaz Té 45' · Veloso 49' · Nani 50' | Público: 10,833 Árbitro: Zsolt Szabó |

### Grupo B
| Pos | Seleção    | Pts | J | V | E | D | GP | GC | SG |
| --- | ---------- | --- | - | - | - | - | -- | -- | -- |
| 1   | Sérvia     | 6   | 3 | 2 | 0 | 1 | 2  | 2  | 0  |
| 2   | Inglaterra | 5   | 3 | 1 | 2 | 0 | 4  | 2  | +2 |
| 3   | Itália     | 4   | 3 | 1 | 1 | 1 | 5  | 4  | +1 |
| 4   | Tchéquia   | 1   | 3 | 0 | 1 | 2 | 1  | 4  | −3 |

| 11 de junho de 2007 18.15 CEST | Tchéquia | 0 – 0     | Inglaterra | GelreDome, Arnhem                   |
|                                |          | Relatório |            | Público: 9,382 Árbitro: Zsolt Szabó |

| 11 de junho de 2007 20:45 CEST | Sérvia          | 1 – 0     | Itália | De Goffert, Nijmegen                    |
|                                | Milovanović 63' | Relatório |        | Público: 8,347 Árbitro: Stéphane Lannoy |

| 14 de junho de 2007 18:15 CEST | Tchéquia | 0 – 1     | Sérvia         | De Goffert, Nijmegen                 |
|                                |          | Relatório | Janković 90+3' | Público: 6,109 Árbitro: Robert Małek |

| 14 de junho de 2007 20:45 CEST | Inglaterra            | 2 – 2     | Itália                       | GelreDome, Arnhem                      |
|                                | Nugent 24' · Lita 26' | Relatório | Chiellini 36' · Aquilani 69' | Público: 17,103 Árbitro: Damir Skomina |

| 17 de junho de 2007 20:45 CEST | Itália | 3 – 1     | Tchéquia | GelreDome, Arnhem                     |
|                                |        | Relatório |          | Público: 7,167 Árbitro: Craig Thomson |

| 17 de junho de 2007 20:45 CEST | Inglaterra               | 2 – 0     | Sérvia | De Goffert, Nijmegen                 |
|                                | Lita 5' · Derbyshire 77' | Relatório |        | Público: 9,133 Árbitro: Knut Kircher |

## Disputa para a Vaga Olímpica
O Campeonato Europeu Sub-21 serve como um torneio europeu qualificatório para os Jogos Olímpicos. As quatro vagas européias para o torneio Olímpico foram preenchidas pelos quatro semi-finalistas. Entretanto, como a Inglaterra se classificou para as semi-finais, houve uma partida decisiva entre Portugal e Itália, os dois terceiro-colocados de cada grupo, foram necessários para decidir a quarta vaga européia para os Jogos Olímpicos de 2008, devido a Inglaterra não ser aceita para participar dos Jogos Olímpicos. A Itália derrotou Portugal através de uma disputa de pênaltis, garantindo seu lugar em Pequim.
| 21 de junho de 2007 20.45 CEST | Portugal | 0–0 (a.p.) | Itália | De Goffert, Nijmegen                    |
|                                |          | Relatório  |        | Público: 5,161 Árbitro: Stéphane Lannoy |

|                                        |       | Pênaltis                           |  |
| Moutinho Nani Fernandes Veloso Antunes | 3 – 4 | Pellè Montolivo Criscito Palladino |  |

## Fase Final
|  | Semifinal                                      | Semifinal |   |  | Final                             | Final |  |
|  |                                                |           |   |  |                                   |       |  |
|  | 20 de junho — Heerenveen (Abe Lenstra Stadion) |           |   |  |                                   |       |  |
|  | Países Baixos                                  | 1 (13)    |   |  |                                   |       |  |
|  | Inglaterra                                     | 1 (12)    |   |  |                                   |       |  |
|  |                                                |           |   |  |                                   |       |  |
|  |                                                |           |   |  | 23 de junho — Groninga (Euroborg) |       |  |
|  |                                                |           |   |  | Países Baixos                     | 4     |  |
|  |                                                | Sérvia    | 1 |  |                                   |       |  |
|  |                                                |           |   |  |                                   |       |  |
|  |                                                |           |   |  |                                   |       |  |
|  |                                                |           |   |  |                                   |       |  |
|  | 20 de junho — Arnhem (GelreDome)               |           |   |  |                                   |       |  |
|  | Sérvia                                         | 2         |   |  |                                   |       |  |
|  | Bélgica                                        | 0         |   |  |                                   |       |  |

### Semi-finais
| 20 de junho de 2007 18.15 CEST | Países Baixos | 1 – 1 (a.p.) | Inglaterra | Abe Lenstra Stadion, Heerenveen       |
|                                | Rigters 89'   | Relatório    | Lita 39'   | Público: 23,467 Árbitro: Knut Kircher |

| |         | Pênaltis |  |
| Babel Drenthe Janssen Beerens Maduro De Ridder Zuiverloon Rigters Kruiswijk Waterman Beerens Drenthe Maduro Janssen De Ridder Zuiverloon | 13 – 12 | Young Milner Noble Hoyte Derbyshire Ferdinand Carson Rosenior Reo-Coker Taylor Young Milner Noble Hoyte Derbyshire Ferdinand |  |

| 20 de junho de 2007 20.45 CEST | Sérvia                | 2 – 0     | Bélgica | GelreDome, Arnhem                     |
|                                | Kolarov 4' · Mrđa 87' | Relatório |         | Público: 17,438 Árbitro: Robert Małek |

### Final
| 23 de junho | Países Baixos                                     | 4 – 1     | Sérvia   | Euroborg, Groningen                    |
| 20:45       | Bakkal 17' · Babel 60' · Rigters 67' · Bruins 87' | Relatório | Mrđa 79' | Público: 20,000 Árbitro: Damir Skomina |

| PAÍSES BAIXOS: |    |                       |     |     |
|                |    |                       |     |     |
| GL             | 1  | Boy Waterman          |     |     |
| LD             | 2  | Gianni Zuiverloon     |     |     |
| Z              | 4  | Arnold Kruiswijk      |     |     |
| Z              | 18 | Ryan Donk             |     |     |
| LE             | 5  | Erik Pieters          |     | 89' |
| V              | 6  | Hedwiges Maduro (c)   |     |     |
| MC             | 8  | Royston Drenthe       | 9'  | 78' |
| MC             | 11 | Daniël de Ridder      |     |     |
| MO             | 10 | Otman Bakkal          |     |     |
| AT             | 13 | Maceo Rigters         |     | 69' |
| AT             | 9  | Ryan Babel            |     |     |
| Reservas:      |    |                       |     |     |
| GL             | 16 | Kenneth Vermeer       |     |     |
| GL             | 23 | Tim Krul              |     |     |
| DF             | 3  | Ron Vlaar             |     |     |
| DF             | 19 | Calvin Jong-a-Pin     |     | 89' |
| DF             | 21 | Frank van der Struijk |     |     |
| MC             | 12 | Luigi Bruins          |     | 69' |
| MC             | 17 | Haris Medunjanin      |     |     |
| AT             | 7  | Julian Jenner         |     |     |
| AT             | 14 | Roy Beerens           | 89' | 78' |
| AT             | 15 | Robbert Schilder      |     |     |
| AT             | 20 | Tim Janssen           |     |     |
| Treinador:     |    |                       |     |     |
| Foppe de Haan  |    |                       |     |     |

| SÉRVIA:        |    |                        |         |     |
|                |    |                        |         |     |
| GL             | 1  | Damir Kahriman         |         |     |
| LD             | 3  | Antonio Rukavina       | 89'     |     |
| Z              | 2  | Branislav Ivanović (c) | 62'     |     |
| Z              | 11 | Duško Tošić            | 43'     |     |
| LE             | 6  | Aleksandar Kolarov     | 28' 62' |     |
| V              | 7  | Milan Smiljanić        |         |     |
| V              | 13 | Nikola Drinčić         |         | 65' |
| MD             | 19 | Dušan Basta            |         | 73' |
| MC             | 10 | Dejan Milovanović      |         |     |
| ME             | 8  | Boško Janković         |         |     |
| AT             | 9  | Đorđe Rakić            |         | 73' |
| Reservas:      |    |                        |         |     |
| GL             | 23 | Aleksandar Kesić       |         |     |
| DF             | 4  | Nemanja Rnić           |         |     |
| DF             | 5  | Gojko Kačar            |         |     |
| DF             | 15 | Predrag Pavlović       |         |     |
| DF             | 20 | Slobodan Rajković      |         |     |
| DF             | 22 | Nikola Petković        |         |     |
| MC             | 14 | Stefan Babović         |         | 73' |
| MC             | 16 | Đorđe Ivelja           |         |     |
| AT             | 18 | Dragan Mrđa            | 82'     | 73' |
| AT             | 21 | Zoran Tošić            |         | 65' |
|                |    |                        |         |     |
| Treinador:     |    |                        |         |     |
| Miroslav Đukić |    |                        |         |     |

- Assistentes:
  - Manuel Navarro 
  - Tomas Mokos

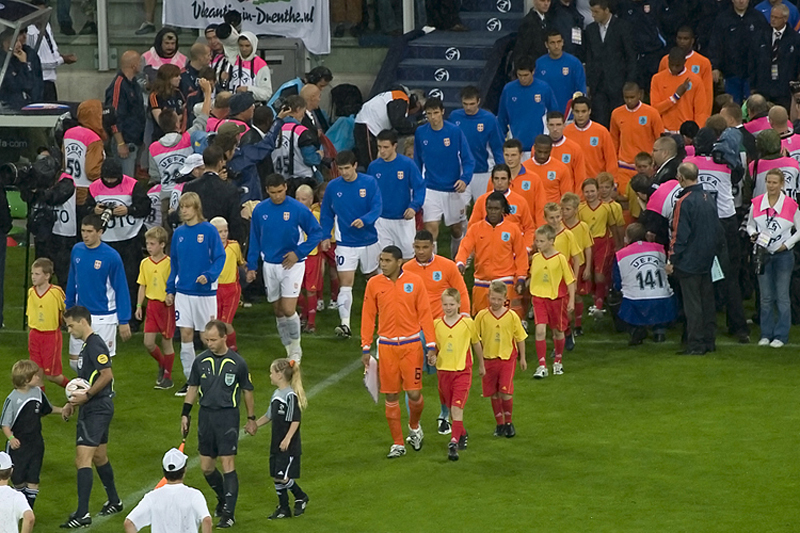
Entrada das equipas para a final

- Quarto árbitro: Stéphane Lannoy

## Resultado
| Campeonato Europeu Sub-21 de 2007 Campeões |
| ------------------------------------------ |
| Países Baixos Sub-21 2º Título             |

## Equipe do Torneio UEFA
- http://video.uefa.com/video/index.html# Em falta ou vazio |título= (ajuda)

## Artilheiros
| 4 gols - Maceo Rigters 3 gols - Leroy Lita | 2 gols - Alberto Aquilani - Ryan Babel - Giorgio Chiellini - Kevin Mirallas - Dragan Mrđa - Miguel Veloso | 1 gol - Otman Bakkal - Luigi Bruins - Matt Derbyshire - Royston Drenthe - Manuel Fernandes - Boško Janković - Aleksandar Kolarov - Hedwiges Maduro - Dejan Milovanović - Nani - David Nugent - Michal Papadopulos - Sebastien Pocognoli - Giuseppe Rossi - Ricardo Vaz Té |

## Premiações Homem do Jogo
Grupo A
- Países Baixos v. Israel: Royston Drenthe
- Portugal v. Bélgica: Marouane Fellaini
- Israel v. Bélgica: Kevin Mirallas
- Países Baixos v. Portugal: Maceo Rigters
- Países Baixos v. Bélgica: Sebastien Pocognoli
- Israel v. Portugal: Miguel Veloso

Grupo B
- República Tcheca v. Inglaterra: Nigel Reo-Coker
- Sérvia v. Itália: Dejan Milovanović
- República Tcheca v. Sérvia: Duško Tošić
- Inglaterra v. Itália: Alberto Aquilani
- Itália v. República Tcheca: Giuseppe Rossi
- Inglaterra v. Sérvia: James Milner

Semi-finais
- Países Baixos v. Inglaterra: Maceo Rigters
- Sérvia v. Bélgica: Branislav Ivanović

Disputa da vaga Olímpica
- Portugal v. Itália: Emiliano Viviano

Final
- Países Baixos v. Sérvia: Ryan Babel

## Jogos Olímpicos
Os países que participarão do torneio de Futebol nos Jogos Olímpicos de Verão de 2008 seriam:
- Países Baixos
- Sérvia
- Bélgica
- Itália